# Yonfan
Yonfan, chiń. 楊凡 (ur. 14 października 1947 w Wuhanie) – hongkoński fotograf, reżyser i scenarzysta filmowy.

## Życiorys
Urodził się w środkowych Chinach, skąd jego rodzina wyemigrowała najpierw na trzy lata do Hongkongu, a później - gdy miał pięć lat - do Tajwanu. Większość dzieciństwa i młodości spędził w mieście Taizhong na zachodzie Tajwanu. W 1964 powrócił do Hongkongu, by pracować jako fotograf, ale wkrótce, w 1968, wyjechał na studia filmowe do USA. Po kilku latach podróżowania po Ameryce, Wielkiej Brytanii i Francji, Yonfan w 1973 wrócił do Hongkongu i zajął się fotografowaniem, specjalizując się w portretach znanych osób.
Od 1984 reżyserował filmy fabularne, odnosząc początkowo duże sukcesy finansowe. Wypromował wiele nowych talentów aktorskich, m.in. Maggie Cheung i Chow Yun-fata. Od lat 90. zaczął tworzyć coraz więcej kina autorskiego, oddalonego od hongkońskiego mainstreamu i często prowokacyjnego. Yonfan stał się też wtedy lokalnym pionierem kina LGBT, gdyż do tej społeczności sam przynależy. Do jego najgłośniejszych tytułów z tego czasu należały gejowski romans Przystojniak (1997) i lesbijski dramat Pawilon z piwoniami (2001).
Jego dramat historyczny Książę łez (2009) opowiadał o czasach tzw. białego terroru na Tajwanie w latach 50. XX w. Obraz startował w konkursie głównym na 66. MFF w Wenecji. Z kolei Ulica Wiśniowa nr 7 (2019) była pierwszą animacją Yonfana i jego niezwykle osobistym listem miłosnym do rodzinnego Hongkongu. Film przyniósł mu Złotą Osellę za najlepszy scenariusz na 76. MFF w Wenecji.
Reżyser zasiadał w jury konkursu głównego na 74. MFF w Wenecji (2017).